# Nephthea sibogae
Nephthea sibogae är en korallart som först beskrevs av Thomson och Dean 1931.  Nephthea sibogae ingår i släktet Nephthea och familjen Nephtheidae. Inga underarter finns listade i Catalogue of Life.